# عبد الله البردوني
عبد الله صالح حسن الشحف البَرَدُّوْنِي (1929 - 30 أغسطس 1999) شاعر وناقد أدبي ومؤرخ ومدرس يمني تناولت مؤلفاته تاريخ الشعر القديم والحديث في اليمن ومواضيع سياسية متعلقة ببلده والثقافة الشعبية أبرزها الصراع بين النظام الجمهوري والملكي الذي أطيح به في ثورة السادس والعشرين من سبتمبر 1962 وغلب على قصائده الرومانسية القومية والميل إلى السخرية والرثاء وكان أسلوب ونمطية شعره تميل إلى الحداثة عكس الشعراء القبليين في اليمن.

## ميلاده ونشأته
ولد البردوني عام 1929 في قرية البرَدُّون في محافظة ذمار وأصيب بالجدري الذي أدى إلى فقدانه بصره وهو في الخامسة من عمره، ولُقب على أثر ذلك بمعرّي اليمن نسبة إلى الشاعر الأعمى أبي العلاء المعري تلقى تعليمه الأولي في قريته قبل أن ينتقل مغتربًا عن أسرته إلى مدينة ذمار ويلتحق بالمدرسة الشمسية الزيدية المذهب. بدأ اهتمامه بالشعر والأدب وهو في الثالثة عشر من عمره ودأب على حفظ ما يقع بين يديه من قصائد وانتقل إلى صنعاء في أواسط العشرينيات من عمره ونال جائزة التفوق اللغوي من دار العلوم الشرعية أدخل السجن في عهد الإمام أحمد بن يحيى لمساندته ثورة الدستور عام 1948.

## دواوينه
أصدر 12 ديوانًا شعريًّا من 1961 - 1994، نال فيها عدة جوائز منها جائزة شوقي للشعر في القاهرة عام 1981، وجائزة سلطان العويس في الإمارات عام 1993، وجائزة أبي تمام في الموصل عام 1971، وجائزة اليونسكو التي أصدرت عملة فضية عليها صورته عام 1982.
- من أرض بلقيس.
- في طريق الفجر.[11]
- مدينة الغد.
- لعيني أم بلقيس.
- السفر إلى الأيام الخضر.
- وجوه دخانية في مرايا الليل.
- زمان بلا نوعية.
- ترجمة رملية لأعراس الغبار.
- كائنات الشوق الآخر.
- رواغ المصابيح.
- جواب العصور.
- رجعة الحكيم بن زائد.

## مؤلفاته الأدبيّة والفكرية
- رحلة في الشعر اليمني قديمه وحديثه.
- قضايا يمنية.
- فنون الأدب الشعبي في اليمن.
- اليمن الجمهوري.
- الثقافة الشعبية تجارب وأقاويل يمنية.
- الثقافة والثورة.
- من أول قصيدة إلى آخر طلقة، دراسة في شعر الزبيري وحياته.
- أشتات.

## أعماله غير المنشورة في حياته
للبردوني أعمال لم تطبع في حياته، طبعت منها الهيئة العامة للكتاب في صنعاء ديوانين في كتاب واحد حمل عنوان: "رحلة ابن شاب قرناها" و"العشق في مرافئ القمر"، وأثارت جدلاً في الوسط الثقافي اليمني شكاً في صحة نسبتهما إليه، رغم تأكيد أقرباء البردوني على ذلك. وله أيضاً كتب مفقودة ذكرها البردوني في حياته ويعتقد إنها أخفيت من قبل نظام علي عبدالله صالح، أي كتاب الجمهورية اليمنية.. وله أيضاً كتاب نقدي مفقود هو كتاب الجديد والمتجدد في الأدب والنقد وكتاب ثوار في رحاب الله وهو برنامج إذاعي يتحدث فيه عن شخصيات مغمورة من ابطال ثورة 26 سبتمبر 1962، غير أن زوجة الشاعر البردوني نفت حقيقة تلك الشائعات، وكشفت حقيقة الأمر، بالقول: "لم يكن لديه سوى ديوانَيْن مخطوطَيْن، و لم يُطبعا حتى اليوم، الأول بعنوان رحلة من شاب قرناها، والثاني العشق على مرافئ القمر، وقد أخذتهما بعد رحيله من البيت وخبأتهما عند الحاج محمد الشاطبي، أحد أهم كتَبَة الأستاذ، وهو صديق وجليس دائم للأستاذ، وامتدت صداقتهما تقريباً 50 عاماً، بحيث كان يلازمه غالبية أوقاته، أما بقية الكُتب التي يقال إنها مازالت مخطوطة، هي مقالات كان الأستاذ ينشرها في عدد من الصحف المحلية"، وله أيضاً رواية مخطوطه بعنوان العم ميمون، وقد طبعت له الهيئة العامّة للكتاب في صنعاء أيضًا كتاب بعنوان "مستطرف معاصر" بالتعاون ماليًّا مع مؤسسة شعراء على نافذة العالم للثقافة والإبداع.

## وصلات خارجية
- ديوان عبد الله البردوني في بوابة الشعراء
- موقع الأديب عبد الله البردوني